# 蔭山晶久
蔭山 晶久（かげやま あきひさ、1969年 - ）は、日本の建築家である。兵庫県生まれ。一級建築士。蔭山晶久アーキテクツ（Akihisa Kageyama Architects, Limited. – AKIKA or akik-a）を主宰。英国建築家協会ワールドワイドアワード、インターナショナルアワードなど受賞。
1992年、広島大学卒業。 1994年、北海道大学大学院修士課程修了後、ロジャース・スターク・ハーヴァー+パートナーズ・ジャパン（旧リチャード･ロジャース･パートナーシップ･ジャパン）所属、管理建築士（1999年-2008年）。2006年より活動の拠点を東京からロンドンへ移し、アジア、オセアニアのほか、北米、中米、ヨーロッパのプロジェクトを担当。2008年-2016年、ロジャース・スターク・ハーヴァー+パートナーズ本社に勤務。2016年に帰国し、蔭山晶久アーキテクツ設立。

## 主な作品
- テクノプラザ（1996-98, 岐阜）[13]
- ラ・マレンマ（1996-99, 東京）[2],[3],[4]
- 南山城小学校（1996-03, 京都）[14],[15],[16],[17],[18],[19]
- 前田ファクトリー（1996-97, 神奈川）※１
- 日本テレビタワー（1997-98, 東京）
- 天野エンザイムR&D岐阜研究所（1998-00, 岐阜）[5],[6],[7],[8]
- 新風館（1999-01, 京都）[9],[10],[11],[12]
- 政策研究大学院大学（2000-05, 東京）[21],[22],[23]
- 前田ゲートハウス（2001, 神奈川）※１
- KRTC R9 Station (2004-07, 高雄、台湾）
- Ching-Fu Hq (2005-07, 高雄、台湾）
- I-Shou University Library＆Tower（2005-07, 高雄、台湾）※１
- Yoido Mixed-use Development（2006-07, ソウル、韓国)
- Canary Wharf（2006-08, ロンドン、英国）※１
- Newington Butts（2008, ロンドン、英国）※１
- Chifley Sq (2008, シドニー、オーストラリア）
- Lilypond（2008, 台北、台湾）※１
- Far Glory（2008, 台北、台湾）※１
- BBVA (2008, メキシコ、メキシコ）
- Da An (2008-10, 台北、台湾）
- Santa Maria Del Pianto Station（2009, ナポリ、イタリア）※１
- Capodichino Station（2009, ナポリ、イタリア）※１
- Lok Wo Sha (2009-15, 香港、中国)
- CKS1 (2010-15, 台北、台湾）
- Dunhua（2012-15, 台北、台湾）※１
- The International Quarter（2014-16, ロンドン、英国）
- Cristal Drive（2015-16, ヴァージニア、米国）※１
- The Brookings Institution※１（2015-16, ワシントンDC、米国）※１
- Ambassador Residence（2018-20, ウランバートル、モンゴル）※2
- ※1：未完成、　※2：デザイン監修

## 受賞歴
- 1999年　日経ニューオフィス賞 –　テクノプラザ
- 2000年　日経ニューオフィス賞 -　天野エンザイムR&D岐阜研究所
- 2003年　BELCA賞（ベストリフォーム部門） -　新風館
- 2004年　グッドデザイン賞（建築・環境部門） -　新風館
- 2004年　公立学校優良施設文部科学大臣奨励賞 - 南山城小学校
- 2004年　英国建築家協会　ワールドワイド・アワード -　南山城小学校
- 2005年　日本優秀建築選 - 南山城小学校、新風館、日本テレビタワー
- 2009年　英国建築家協会　インターナショナル・アワード - Ching-Fu HQ
- 2014年　The Best Residential Development Award - Lok Wo Sha
- 2014年　Innovative Use of Steel in Architecture - Chifley Sq
- 2014年　The Sustainable Architecture Award - Chifley Sq
- 2014年　Sir Arthur G Stephenson Award - Chifley Sq
- 2014年　The National Award for Commercial Architecture - Chifley Sq
- 2015年　The Rider Levett Bucknall Australian Development of the Year - Chifley Sq
- 2015年　The Hong Kong National Property Awards - Lok Wo Sha
- 2015年　Best Office and Business Development Gold medal - Chifley Sq
- 2019年　CTBUH Award for Excellence - Da An
- 2020年　Best Value Residential, Forbes Property Awards - Ambassador Residence